# Арнульф (граф Голландії)
Арнульф I Гентський (фриз. Arnulf fan Gint, нід. Arnulf van Gent; бл. 950/955–18 вересня 993) — граф Західної Фризії (Голландії) в 988—993 роках.

## Життєпис
Походив з династії Герульфінгів. Старший син Дірка II, графа Західної Фрисландії (Голландії), та Гільдегарди Фландрської. Народився між 950 та 955 роками в місті Гент. Перша письмова згадка сягає 970 року. 983 року супроводжував імператора Оттона II в поході до Італії.
988 року після смерті батька успадкував графство Західна Фрисландія. Зберігав вірність імператорові Оттону III. Завдяки цьому зумів розширити свої володіння. Приблизно на початку 980 року пошлюбив представницю династії Арденн-Люксембург. Передав маєтності Гіллегерсберг та Оверші Егмондському абатству.
У 990—991 роках допомагав Карлу I, герцогу Нижньої Лотарингії, у війні проти французького короля Гуго Капета. Натомість останній конфіскував в Арнульфа його французькі лени.
993 році вирішив підкорити західних фризів між річками Рекере і Влі, проте у битві біля Вінкеля зазнав поразки й загинув. Йому спадкував син Дірк III.

## Родина
Дружина — Луітгарда, донька Зигфріда. графа Люксембурзького.
Діти:
- Дірк (бл. 981/990 — 1039) — граф Західної Фрисландії (Голландії)
- Сікко (д/н—1030) — земський фогт Західної Фрисландії
- Алейда (д/н— бл. 1045) — дружина: 1) Бодуена II, граф Булоні; 2) Ангеррана I, графа Понтьє